# Mabel Collins
Pour les articles homonymes, voir Collins.
Mabel Collins, pseudonyme de Minna Collins, née le 9 septembre 1851 à Saint-Pierre-Port (Guernesey) et morte le 31 mars 1927 à Gloucester (Angleterre), est une écrivaine, journaliste et théosophe britannique.

## Biographie
Mabel Collins reçut une éducation tournée vers la poésie, la littérature et la philosophie. Son père, journaliste, enseignant et poète à ses heures eut une influence prépondérante dans son éducation. En 1856, la famille déménagea en Angleterre en raison de difficultés financières. 
Mabel Collins fut une personnalité mystique intéressée par le spiritisme puis la théosophie. En 1884, elle adhéra à la société théosophique britannique et fréquenta d'autres personnalités féminines britanniques, telles que Annie Besant, Isabelle de Steiger, Madame Blavatsky ou Anna Kingsford. 
Mabel Collins commença très tôt, vers 1875, une carrière littéraire, qui allait se poursuivre jusqu'à sa mort en 1927. Parmi ses écrits ésotériques, son bref traité La Lumière sur le sentier" (Light on the Path), publié en 1885 à Londres, demeure une de ses œuvres majeures.
Elle se préoccupa beaucoup du bien-être animal et milita contre la vivisection.